# 享保の大火
1. 1724年（享保9年）に大坂で発生した火災。本項で述べる。
2. 1724年（享保9年）に名古屋で発生した火災。
3. 1727年（享保12年）に高知で発生した火災。
4. 1730年（享保15年）に京都で発生した火災。西陣焼けとも呼ばれる。

享保の大火（きょうほうのたいか）は、1724年4月14日（享保9年3月21日)に大坂で発生した大規模な火災。火元の金屋治兵衛の祖母の名から妙知焼け（みょうちやけ）とも呼ばれる。
当時の大坂市街の3分の2、実に11765軒の家屋を焼き尽くし、293人の死者を出した。大坂夏の陣や大阪大空襲を除けば、大阪史上最大の規模の火災と言える。
のちの大塩焼け・文久の大火とともに「三度の大火」と呼ばれて大阪の人々に長く語り継がれた。明治末の北の大火の際には、これらの大火を思い起こした人が多かったといわれる。

## 経過
享保9年3月21日昼九つ半（1724年4月14日午後１時頃）、橘通3丁目（現・大阪市西区南堀江2丁目）の金屋治兵衛の祖母妙知尼宅より出火した。折から吹きつのる南西の風にあおられ、船場一帯に延焼して、坐摩神社、本願寺津村別院を焼いた後に火流は北に向かい、淀屋橋を焼き落として中之島、堂島、曾根崎一帯が灰燼に帰した。
さらに東に延焼した炎は天満一帯に広がり、天満宮や在所の同心屋敷や町屋を焼き払い、北は長柄にまで及んだ。夜になって強まった西風に乗った炎は上町台地を駆け上がり、東西の奉行所を焼いて大坂城の西縁に達したが、外濠に遮られて大坂城は類焼を免れた。
翌22日になっても火勢は衰えず、夜明けとともに北東に変わった風に乗って島之内に延焼した。道頓堀川を越えて千日前に及んだ。その日の夕刻、難波新地付近でようやく鎮火した。

## 被害状況
大坂市街南西部で発した火は順次変わる風に乗って時計回りに燃え進み、南は道頓堀、北は梅田から長柄、東は上町、西は木津川に及ぶ地域が灰燼に帰した。その中にあって、心斎橋筋のみは奇跡的に無傷だった。
公儀、大名屋敷が多数焼失、町数407、焼失家屋11765軒、戸数60292、蔵屋敷32、寺社44が罹災した。死者293人。
4月、江戸幕府は米一万石を放出し、罹災者の救済に当たった。
大阪の文書記録に大損害を与えたとされる。『大阪市史』の編纂に従事した幸田成友によれば、この時の災禍のため、大阪には享保9年以前の古文書がまったく見当たらないという。